# Károlyi–Berchtold-kastély
A Károlyi–Berchtold-kastély Árpádhalmon, Csongrád-Csanád vármegyében található. (Árpád u. 1.)
Árpádhalom 1722-től gróf Károlyi család birtokát képezte. Az egykor hatalmas kiterjedésű mágocsi uradalom gróf Károlyi Alajos, az Osztrák–Magyar Monarchia londoni nagykövetének (1825–1889) halála után felosztásra került az örökösei között. Az árpádhalmi, zoltántéri gazdaság valamint a Szendrei major (mindegy 6000 hold kiterjedésben) leányának, Károlyi Ferdinandának jutott, aki 1893-ban ment feleségül gróf Leopold von Berchtoldhoz, a Monarchia későbbi külügyminiszteréhez. Berchtold Lipótné az 1890-es évek közepén vette kézbe, az árpádhalmi gazdaság irányítását. A kastély 1897–1898 folyamán historizáló, klasszicista és eklektikus stílusban építette, a 23 holdas erdő közepén. Az épület központi része földszintes, oldalszárnya emeletes, udvari traktusán íves kiképzésű, oszlopos, födött terasszal. Az eredetileg 22 szobából, fürdőszobákból és egyéb mellékhelyiségekből álló kastély a háborúkat szinte minden károsodás nélkül átvészelte, 1947-ben államosították. Előbb árvaházként kívánták hasznosítani, de utóbb a körzeti állami általános iskola és tanulóotthon kapott benne helyet. Az épület ma művelődési ház, iskola és könyvtár.

## Kápolna
A kastély közelében látható, az 1920–1921-ben épült, és igazi ritkaságnak számító favázas (Fachwerk technika) római katolikus kápolnát. Építtetője szintén gróf Berchtold Lipótné volt, de tervezője a mai napig nem ismert. A magyaros, népi szecessziós stílusú egyházi épületet dr. Hanauer Árpád István váci megyés püspök szentelte fel még 1921-ben.